# Estadio Nemesio Díez
Das Estadio Nemesio Díez ist ein Fußballstadion in Toluca, der Hauptstadt des Bundesstaates Mexiko. Es befindet sich im Besitz des mexikanischen Erstliga-Vereins Deportivo Toluca, der hier seine Heimspiele austrägt. Im Gegensatz zu vielen anderen Stadien Mexikos, die eher am Stadtrand liegen, befindet sich das Estadio Nemesio Díez im Stadtzentrum. Ferner vermittelt die Nähe der Tribünen zum Spielfeld ein „englisches Flair“.

## Geschichte
Das Stadion hatte im Laufe der Geschichte verschiedene Namen: Héctor Barraza, Luis Gutiérrez Dosal, La Bombonera und heute Nemesio Díez Riega.
In ihrer Anfangszeit spielte die Fußballmannschaft des 1917 gegründeten Vereins Deportivo Toluca auf einem Gelände namens Presa de Gachupines, das der Verein 1919 erworben hatte. Später trug man einige Spiele auf dem Tívoli aus; einem Platz, der nur wenige Blöcke von dem heutigen Stadion entfernt lag.
1953 kaufte der Vorstand des Club Toluca den Sportplatz Patria und begann noch im selben Jahr mit dem Ausbau und der Modernisierung der vorhandenen Tribünen. Nach der Fertigstellung und offiziellen Einweihung am 8. August 1954 hatte der Verein endlich sein eigenes Stadion. Es wurde zunächst nach Héctor Barraza benannt und später nach dem Vereinspräsidenten von Deportivo Toluca, unter dessen Leitung das Stadion errichtet und eingeweiht wurde: Luis Gutiérrez Dosal. Nach dessen Tod ging das Präsidentenamt auf Nemesio Díez über, der die Geschicke des Vereins über 40 Jahre hinweg leitete.
Am Sonntag, den 19. Februar 1967, gewann Deportivo Toluca in diesem Stadion seine erste Meisterschaft durch einen 2:0-Sieg gegen Necaxa.

## Fußball-Weltmeisterschaft
Das Stadion war Schauplatz der Fußball-Weltmeisterschaften 1970 und 1986, die in Mexiko ausgetragen wurden.
1970 fanden im Estadio Luis Gutiérrez Dosal, wie es damals hieß, insgesamt vier Spiele statt. Zunächst alle drei Vorrundenspiele der Gruppe B ohne Beteiligung der Nationalmannschaft Uruguays, die ihre Spiele im Estadio Cuauhtémoc in Puebla bestritt: am 3. Juni die Begegnung zwischen Italien und Schweden (1:0), am 7. Juni die Partie zwischen Schweden und Israel (1:1) und am 11. Juni das letzte Gruppenspiel zwischen Italien und Israel (0:0). Außerdem fand hier am 14. Juni das Viertelfinalspiel zwischen Gastgeber Mexiko und Italien, dem Sieger der Gruppe B, statt. Zum Leidwesen der meisten Zuschauer unterlag Mexiko dem späteren Vizeweltmeister trotz einer 1:0-Führung deutlich mit 1:4.
1986 fanden in dem Stadion La Bombonera (die Pralinenschachtel), wie es zu dieser Zeit genannt wurde, drei Vorrundenspiele der Gruppe B statt: am 4. Juni Paraguay gegen Irak (1:0), am 8. Juni Belgien gegen Irak (2:1) und am 11. Juni Belgien gegen Paraguay (2:2). Vierte Mannschaft in der Gruppe war übrigens Gastgeber Mexiko, dessen Vorrundenspiele jedoch alle im Aztekenstadion von Mexiko-Stadt ausgetragen wurden.